# Szpieg doskonały
Szpieg doskonały (ang. The Perfect Spy) – powieść Johna le Carré, przedstawiająca wątpliwości, z jakimi spotyka się szpieg w czasie wykonywania swojej pracy.

## Fabuła
Niespodziewanie po pogrzebie swojego ojca znika Magnus Pym. Zwierzchnicy starają się ukryć jego zaginięcie i jak najszybciej go odnaleźć. Istnieją podejrzenia, że jest podwójnym agentem i od lat pracuje na rzecz Czechosłowacji.
W tym czasie Magnus ukrył się w małym angielskim miasteczku, położonym nad morzem i rozpoczął pisanie wspomnień na temat – relacji z ojcem, powodach zostania szpiegiem, a następnie przyczynach zdrady. Przedstawia również obraz brytyjskich i amerykańskich agencji wywiadowczych, nieufnych wobec siebie i bardzo często tonących w biurokracji.